# Llengua de signes moçambiquesa
La llengua de signes moçambiquesa (portuguès Língua de Sinais Moçambicana) és la principal llengua de les persones sordes de Moçambic. Es va informar que tenia "alguna variació dialectal", i que era parlada almenys a les tres ciutats més grans de Maputo,  Beira i Nampula. A partir de 1999, s'han realitzat esforços per la seva la normalització. La LSM no es basa en la llengua de signes portuguesa o en el seu cas de la llengua de signes americana, però a part d'això, el seu origen no és registrat.
Hi ha una associació per sords, l' Associacao de Surdos de Mocambique (ASUMO). Està ajudant a l'elaboració d'un diccionari de signes en febrer de 2013 amb el Centre d'Estudis Africanes i la Universitat Eduardo Mondlane de Maputo.

## Filmografia
- Celso Magumbe in Mozambique (1999) Bullfrog Films